# Tagea Brandts rejselegat for kvinder
Tagea Brandts rejselegat for kvinder är ett danskt kulturpris i form av ett resestipendium, som sedan 1924 årligen utdelas den 17 mars till kvinnliga konstnärer. Priset är instiftat till minne av Tagea Brandt (1847–1882), hustru till Vilhelm Brandt (1854–1921).

## Pristagare
- 1924 – Anna Ancher, Ellen Jørgensen
- 1925 – Betty Hennings, Kirstine Meyer
- 1926 – Elisabeth Dons, Anne Marie Carl Nielsen
- 1927 – Marie Bregendahl, Anna Hude, Gyrithe Lemche, Karin Michaëlis
- 1928 – Agnes Adler, Lis Jacobsen, Oda Nielsen, Agnes Slott-Møller
- 1929 – Ellen Beck, Betty Nansen, Sofie Rostrup, Johanne Stockmarr
- 1930 – Anna Bloch, Marie Krogh, Ingeborg Plockross-Irminger
- 1931 – Ada Adler, Gunna Breuning-Storm, Astrid Ehrencron-Kidde
- 1932 – Elna Jørgen-Jensen, Tenna Kraft, Hortense Panum, Emilie Ulrich, Olga Wagner
- 1933 – Helvig Kinch, Edith Rode, Ingeborg Maria Sick, Birgit Trolle
- 1934 – Karen Bramson, Marie Henriques, Johanne Krarup-Hansen, Eli Møller, Ida Møller
- 1935 – Bodil Ipsen, Thit Jensen, Lilly Lamprecht, Valfrid Palmgren, Jonna Neiiendam, Johanne Ostenfeld Christiansen
- 1936 – Elna Borch, Valborg Borchsenius, Karen Callisen, Ebba Carstensen, France Ellegaard
- 1937 – Birgit Engell, Astrid Friis, Nathalie Krebs, Clara Pontoppidan, Anna Schytte
- 1938 – Johanne Brun, Inge Lehmann, Gerda Ploug Sarp, Ulla Poulsen Skou, Christine Swane
- 1939 – Karen Blixen, Elisif Fiedler, Ingeborg Nørregaard Hansn, Ingeborg Steffensen, Hedvig Strömgren, Julie Vinter Hansen
- 1940 – Bertha Dorph, Olivia Holm-Møller, Astrid Noack, Else Skouboe
- 1941 – Anna E. Munch, Elisabeth Neckelmann, Sigrid Neiiendam, Sofie Rifbjerg, Liva Weel
- 1942 – Thyra Eibe, Margrethe Gøthgen, Else Højgaard, Karin Nellemose, Elisabeth Svensgaard
- 1943 – Karen Marie Hansen, Ellen Hartmann, Elisabeth Schmedes, Dagmar Starcke, Marie Weitze
- 1944 – Ellinor Bro Larsen, Margot Lander, Mary Schou, Johanne Skovgaard
- 1945 – Inger Margrethe Boberg, Else Brems, Hulda Lütken, Else Schøtt, Ellen Thomsen
- 1946 – Esther Ammundsen, Fanny Halstrøm, Gerda Henning, Juliane Sveinsdottir
- 1947 – Erna Christensen, Elisabeth v.d. Hude, Ellen Birgitte Nielsen, Ebba Wilton
- 1948 – Lis Ahlmann, Anna Borg, Henny Glarbo, Aase Hansen
- 1949 – Dorothy Larsen, Edith Oldrup Pedersen, Agnete Varming
- 1950 – Augusta Unmack
- 1951 – Ellen Gottschalch, Margrethe Hald
- 1952 – Ingeborg Brams, Bodil Kjer
- 1953 – Tove Ditlevsen
- 1954 – Else Jena, Inger Møller, Else Kai Sass
- 1955 – Marlie Brande, Marie Gudme Leth, Hilde Levi
- 1956 – Marie Hammer, Elise Heide-Jørgensen, Elsa Sigfuss, Gertrud Vasegaard
- 1957 – Else Marie Bruun, Sophie Petersen, Anne Marie Telmányi
- 1958 – Helga Ancher, Sigrid Flamand Christensen, Ellen Gilberg, Ruth Guldbæk, Herdis von Magnus
- 1959 – Eli Fischer-Jørgensen, Jolanda Rodio, Lilian Weber Hansen
- 1960 – Lise Engbæk, Tove Olafsson, Ragna Rask-Nielsen, Marie Wandel
- 1961 – Else Alfelt, Henny Harald Hansen, Elise Wesenberg Lund
- 1962 – Gudrun Brun, Lisa Engqvist, Tutter Givskov, Margrethe Schanne
- 1963 – Erna Bach, Maria Garland, Anna Klindt Sørensen, Toni Lander
- 1964 – Lisbeth Munch-Petersen, Sole Munck, Jane Muus, Liselotte Selbiger
- 1965 – Grethe Hjort, Inge Hvid-Møller, Berthe Qvistgaard
- 1966 – Franciska Clausen, Alette Garde, Elsa Gress, Bodil Jerslev Lund, Dora Sigurdsson, Agnete Zacharias
- 1967 – Kirsten Hermansen, Inge Lehmann, Lise Ringheim, Sally Salminen
- 1968 – Else Margrete Gardelli, Anna Lærkesen, Agnete Munch-Petersen
- 1969 – Tove Birkelund, Gutte Eriksen, Bonna Søndberg, Susse Wold
- 1970 – Margrethe Lomholt, Kirsten Simone, Esther Vagning, Lily Weiding
- 1971 – Lone Koppel, Grete Olsen, Elsa-Marianne von Rosen
- 1972 – Grethe Krogh, Birgitte Price, Kirsten Rosendal
- 1973 – Grethe Heltberg, Bodil Udsen, Lise Østergaard
- 1974 – Tove Clemmensen, Vivi Flindt, Vibeke Klint, Ghita Nørby
- 1975 – Cecil Bødker, Anna Ladegaard, Anne Riising, Astrid Villaume
- 1976 – Mette Hønningsen, Edith Reske-Nielsen, Lise Warburg
- 1977 – Marie Bjerrum, Edith Guillaume
- 1978 – Ester Boserup, Inger Christensen, Sorella Englund, Elsa Grave, Ida Ørskov
- 1979 – Inger Ejskjær, Else Paaske, Eva Sørensen
- 1980 – Agnete Weis Bentzon, Bodil Gümoes, Berit Hjelholt, Dorrit Willumsen
- 1981 – Michala Petri, Elin Reimer, Ulla Ryum, Helle Thorborg, Mette Warburg
- 1982 – Marie-Louise Buhl, Linda Hindberg, Lis Jeppesen, Alev Siesbye, Elisabeth Westenholz
- 1983 – Ellen Andersen, Bodil Gøbel, Ann-Mari Max Hansen, Vera Myhre
- 1984 – Lily Broberg, Margareta Mikkelsen, Inga Nielsen, Karin Nathorst Westfelt
- 1985 – Suzanne Brøgger, Anne E. Jensen, Inger Lous, Kirsten Olesen, Hanne Varming
- 1986 – Else Marie Bukdahl, Annemarie Dybdal, Anne Øland
- 1987 – Kirsten Lehfeldt, Dorte Olesen, Hanne Marie Svendsen
- 1988 – Inge Bjørn, Inge Bønnerup, Inger Dübeck, Dea Trier Mørch
- 1989 – Lisbeth Balslev, Karen-Lise Mynster, Pia Tafdrup
- 1990 – Martha Christensen, Karin Hammer, Heidi Ryom, Margrete Sørensen
- 1991 – Dyveke Helsted, Ulla Henningsen, Nanna Hertoft, Anita Jørgensen, Bodil Wamberg
- 1992 – Merete Barker, Kirsten Hastrup
- 1993 – Vita Andersen, Tina Kiberg, Brigitte Kolerus
- 1994 – Gudrun Boysen, Ditte Gråbøl, Kirsten Ortwed
- 1995 – Kirsten Dehlholm, Elisabeth Meyer-Topsøe
- 1996 – Minna Skafte Jensen, Kirsten Thorup
- 1997 – Inger Dam-Jensen, Kirsten Lockenwitz
- 1998 – Maja Lisa Engelhardt, Dorte Juul Jensen, Silja Schandorff
- 1999 – Vibeke Grønfeldt, Kirsten Nielsen
- 2000 – Kirsten Christensen, Christina Åstrand
- 2001 – Anne Marie Løn, Linda Nielsen
- 2002 – Bine Bryndorf, Dorte Dahlin
- 2003 – May Schack, Paprika Steen
- 2004 – Vibeke Mencke Nielsen, Elisabeth Møller Jensen
- 2005 – Vibeke Hjortdal, Bente Klarlund Pedersen
- 2006 – Helene Gjerris
- 2007 – Nikoline Werdelin
- 2008 – Lone Gram
- 2009 – Ida Jessen
- 2010 – Ulla Margrethe Wewer
- 2011 – Lene Burkard
- 2012 – Cecilie Stenspil
- 2013 – Annmarie Lassen
- 2014 – Helle Fagralid
- 2015 – Bente Lange, Rubina Raja
- 2016 – Eva Koch, Maiken Nedergaard
- 2017 – Lykke Friis, Bente Scavenius
- 2018 – Mette Birkedal Bruun, Naja Marie Aidt
- 2019 – Kirsten Klein, Jane Balsgaard
- 2020 – Karen Grøn, Marie-Louise Bech Nosch
- 2021 – Kirstine Roepstorff, Jeanette Varberg
- 2022 – Anne Lise Marstrand-Jørgensen, Katrine Gislinge
- 2023 – Susanne Ditlevsen[1]